# スターフライヤー

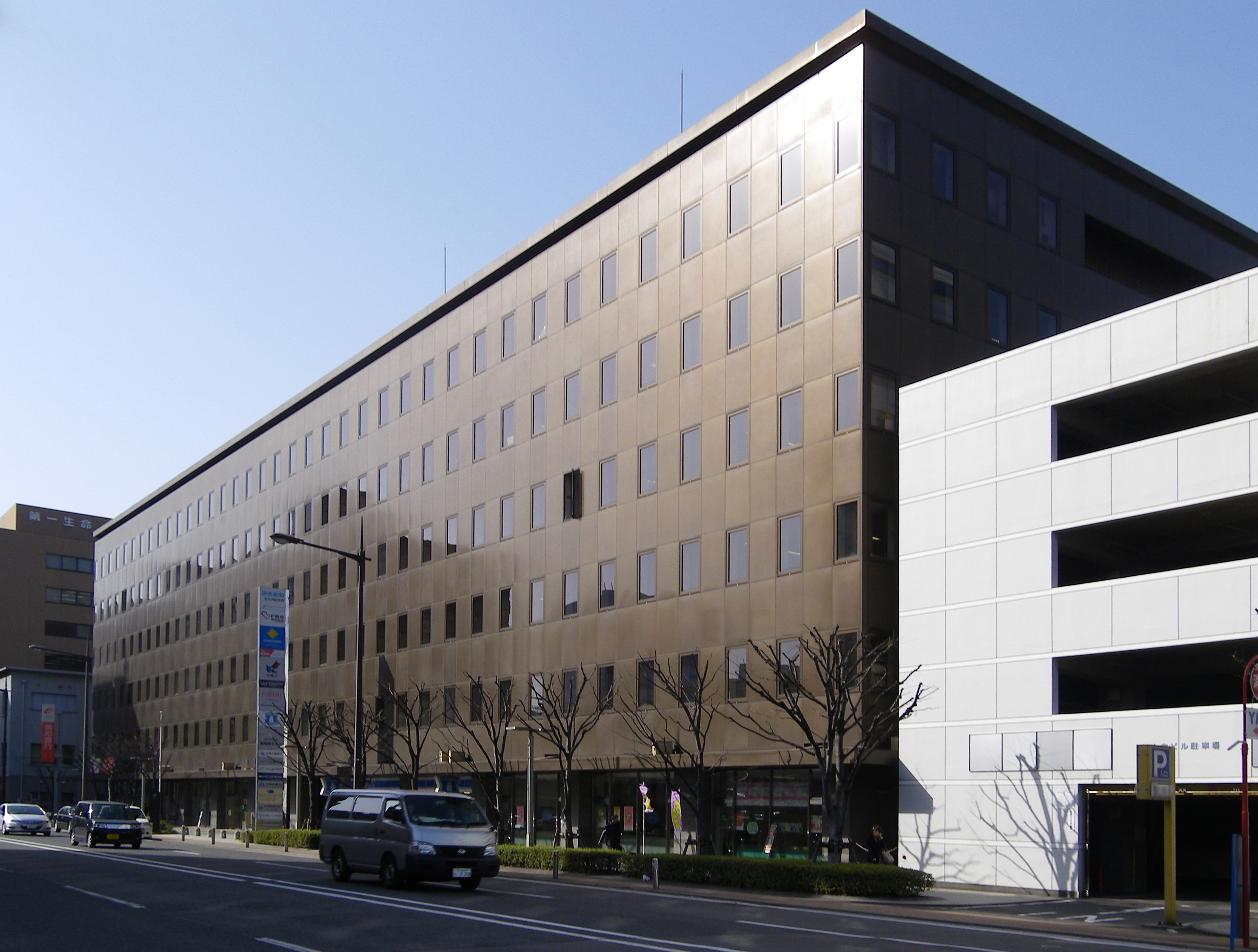
スターフライヤー旧本社（新小倉ビル）

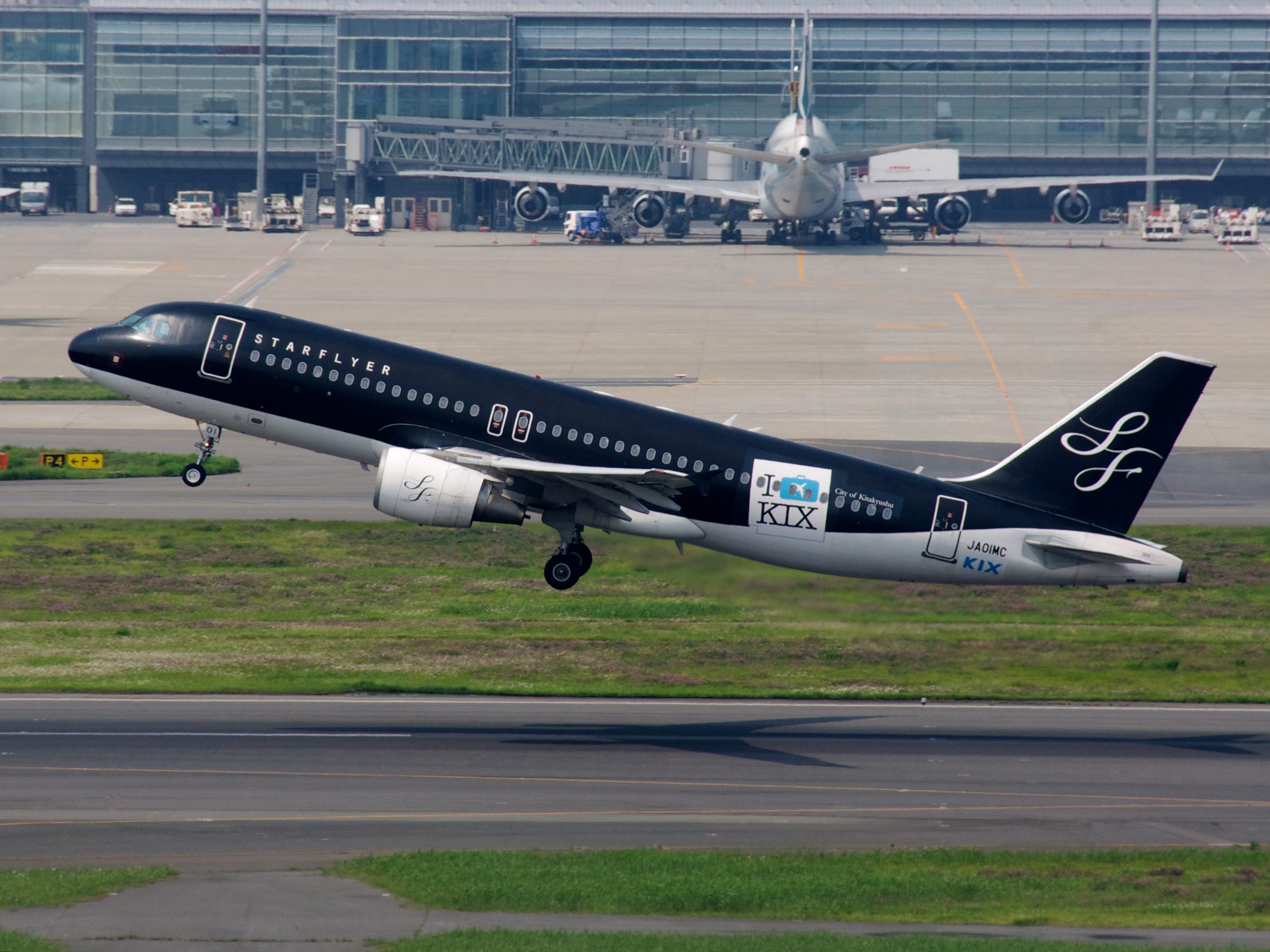
スターフライヤーのエアバスA320（羽田空港）

株式会社スターフライヤー（英: Star Flyer Inc.）は、福岡県北九州市小倉南区の北九州空港に本社を置く日本の航空会社。

## 概要
2002年「神戸航空株式会社」として設立した。その後、拠点を北九州空港にするため社名を「スターフライヤー」へ変更。
2006年3月16日の新北九州空港の開港と同時に東京/羽田との間の路線運航を開始した。さらに、2007年9月14日から東京/羽田 - 大阪/関西線、2011年7月1日から東京/羽田 - 福岡線、2012年7月12日から北九州 - 釜山線、2013年10月1日から大阪/関西 - 福岡線、2014年3月30日から名古屋/中部 - 福岡線、2014年10月26日から東京/羽田 - 山口宇部線をそれぞれ運航開始した。北九州市を拠点とする航空会社として、TOTO・安川電機・九州電力など、福岡県・北九州市の地場企業からの出資を受けている。
1990年代の規制緩和後に発足した日本の新規航空会社としては初めてエアバス社製旅客機を導入した。創業者で初代社長の堀高明は旧・東亜国内航空（TDA）→日本エアシステム（JAS）のOBで、他の幹部も日本航空（JAL）や全日本空輸（ANA）の出身者で構成されていた。
ANAでは、北九州空港発着路線の自社運航がなく、同じエアバスA320を運航していることから、就航にあたり双方の強化を図るため業務提携しており、2007年6月1日からは東京/羽田 - 北九州線、2008年11月1日からは東京/羽田 - 大阪/関西線、2014年2月1日からは東京/羽田 - 福岡線でのコードシェアを開始した。2007年12月21日に行った第15次第三者割当増資ではANAも増資を引き受けており、資本関係に発展している。
就航以来貨物の搭載は行っていなかったが、2008年3月21日に福山通運と包括的業務提携を結び、同年8月1日から航空貨物事業を開始した。2015年4月1日より全便でANAカーゴとのコードシェアを行っているが、北九州発着路線では郵便は対象外となっている。
2011年12月21日、東京証券取引所第二部に株式上場。
2012年に入って以降、LCC等の参入に伴う競争激化で経営が悪化し、国際線の廃止や機材削減、ANAを株主とする増資などを含めた経営合理化策を推進している。また、航空券の座席予約システム（CRS）もANAのものを使用するように変更したため、搭乗券の控えなどもANAを利用した際と同じ様式のものが発券される。
正式なIATA航空会社コードは「7G」だが、国内線運航に際しては便宜上「MQ」 を利用することがある（関西国際空港など）。

## 沿革
- 2002年（平成14年）
  - 12月17日 : 堀高明が兵庫県神戸市に神戸航空株式会社として設立[10]。ちなみにこの日は、ライト兄弟の「ライトフライヤー号」初飛行からちょうど99年目である[6]。神戸空港への就航を視野に入れていたとみられる[11]。
- 2003年（平成15年）
  - 5月 : 移転後の北九州空港にターゲットを代え、商号を株式会社スターフライヤーに変更、本社を福岡県北九州市小倉北区に移転。
- 2004年（平成16年）
  - 8月11日 : 第2次第三者割当増資を実施、資本金が5億6,200万円になる。
  - 10月4日 : エアバスA320-200型新造機3機のリース導入仮契約をGE Capital Aviation Services, Ltd.と締結。
  - 10月8日 : 第3次第三者割当増資を実施、資本金が6億5,200万円となる。
  - 11月11日 : 第4次第三者割当増資を実施。
- 2005年（平成17年）
  - 5月17日 : ブランディング・コンセプトを発表。
  - 5月30日 : 第5次第三者割当増資を実施、資本金が18億2,200万円となる。
  - 7月27日 : 日本テレコム（後のソフトバンクテレコム）と情報技術に関するアウトソーシング契約を締結。
  - 8月10日 : 全日本空輸（ANA）と業務提携基本契約を締結。
  - 9月7日 : 国土交通省に航空運送事業許可申請を実施。また第6次第三者割当増資を実施、資本金が39億3,700万円になる。
  - 12月15日 : エアバスA320-200の1号機（機体記号：JA01MC）が日本到着。
  - 12月20日 : 第7次第三者割当増資を実施、資本金が43億1,200万円になる。
- 2006年（平成18年）
  - 1月12日 : 国土交通省から航空運送事業に関わる事業許可証が交付され、正式に航空運送事業者となる。これを受け即日運送約款認可申請、運航計画および混雑飛行場運航許可申請、運賃を届出。
  - 1月16日 : 予約センター開設、搭乗予約の受付開始。
  - 1月29日 : エアバスA320-200の2号機（機体記号：JA02MC）が日本到着。
  - 2月24日 : 国土交通省から「混雑飛行場（東京国際空港）を使用して運航を行うことの許可」を取得。
  - 3月1日 : エアバスA320-200の3号機（機体記号 : JA03MC）が日本到着。
  - 3月16日 : 北九州空港が現在地に移転、東京/羽田 - 北九州線就航。
  - 5月26日 : 第8次第三者割当増資を実施。1株75円で普通株式865万7,000株を発行し、6億4,927万5,000円を調達。資本金は3億2,896万6,000円増の46億4,096万6,000円となる。
  - 7月14日 : 第9次第三者割当増資を実施。1株75円で普通株153万5,000株を発行し、1億1,512万5,000円を調達。資本金は5,833万円増の46億9,929万6,000円になる。
  - 10月5日 : グッドデザイン賞受賞（部門は新領域デザイン部門）。
  - 11月1日 : 独自のマイレージプログラム「STAR LINK」を導入（同年9月12日発表）。
- 2007年（平成19年）
  - 2月15日 : エアバスA320-200の4号機 （機体記号 : JA04MC）が日本到着。
  - 2月23日 : 第10次第三者割当増資を実施。1株75円で普通株1,826万8,000株を発行し、13億7,010万円を調達。資本金は6億9,418万4,000円増の53億9,348万円となる。
  - 3月23日 : 第11次第三者割当増資を実施。1株75円で普通株213万4,000株を発行し、1億6,005万円を調達。資本金は8,109万2,000円増の54億7,457万2,000円となる。
  - 5月23日 : 第12次第三者割当増資を実施。1株75円で普通株306万7,000株を発行し、2億3,002万5,000円を調達。資本金は1億1,654万6,000円増の55億9,111万8,000円となる。
  - 6月1日 : ANAとのコードシェアを開始（同年4月12日発表）。
  - 8月9日 : 総搭乗者数が100万人に達する。
  - 8月30日 : 第13次第三者割当増資を実施。1株75円で普通株263万3,000株を発行し、1億9,747万5,000円を調達。資本金は1億5万4,000円増の56億9,117万2,000円となる。
  - 9月14日 : 東京/羽田 - 大阪/関西線就航（初のANAとの完全競合路線）。
  - 10月4日 : 機長が操縦時に航空法で携行を義務づけられている免許証相当書類一式を、自宅に置き忘れ不携行のまま前日から2日間で5便を運航（「トラブル」を参照）。
  - 10月9日-20日 : シブヤ西武で「メンズスタイルフェア スターフライヤーコラボレーション」を実施。
  - 12月21日 : 第14次第三者割当増資を実施。1株75円で374万8,000株を発行し、2億8,110万円を調達。資本金は1億4,242万4,000円増の58億3,359万6,000円となる。今回をもって大規模な第三者割当増資はいったんストップする。
- 2008年（平成20年）
  - 8月1日 : 福山通運との業務提携で航空貨物を、東京/羽田 - 北九州線で開始。
  - 11月1日 : 東京/羽田 - 大阪/関西線においてもANAとのコードシェア開始。
- 2009年（平成21年）
  - 6月23日 : 定時株主総会において、経営不振を理由に創業者である堀高明社長が退任（顧問に就任）し、後任に三井物産OBで、スターフライヤーに出資する投資ファンド「サイモン・マレー&カンパニー・ジャパン」の副会長である米原慎一が就任[12] し、代表取締役経営企画部長にANA出身の雑賀誠一が就任するなど執行部が交代。実質的にANA主導による再建を目指したとされるこの人事は、当時筆頭株主であったアメリカの投資ファンド「ドールキャピタルマネジメント」（現・DCM）の意向によるものとの説がある[13]。
- 2010年（平成22年）
  - 7月30日 : 累積損失解消・財務内容改善のため、減資と資本準備金の取り崩しを実施。資本金を10億円に減額[注 4]。
  - 11月1日 : 本社を北九州空港島内に移転。
- 2011年（平成23年）
  - 2月4日 : エアバスA320-200の5号機（機体記号 : JA05MC）が日本到着。
  - 4月12日 : 普通株180万株を発行。ただし増資に伴うものではなく、同数のA種株式（A株）と交換・交付するための措置[注 5]。A株は自己株式とした後、同年5月2日付で消却。
  - 7月1日 : 東京/羽田 - 福岡線（1日5往復）就航[14]。当時のインタビューの中で米原愼一社長（当時）は、2013年に拡大が予定されている羽田空港の発着枠の確保に全力を挙げ、確保できた場合には羽田と九州以外の空港を結ぶ路線の就航を検討していることを明らかにしていた[15]。
  - 7月29日 : 100株を1株にする株式併合を実施。
  - 12月21日 : 東京証券取引所第二部に株式上場[8]。
- 2012年（平成24年）
  - 7月12日 : 北九州 - 釜山線（1日2往復）就航（スターフライヤーによる初の定期国際線）[16]。
  - 12月14日 : エアバスA320型機8号機（機体記号 : JA08MC）を受領。初めてリースではなく自社購入で導入した[17]。
  - 12月12日 : 全日本空輸がDCMグループから株式17.96%を取得して、筆頭株主になった。
- 2013年（平成25年）
  - 3月22日 : エアバス製A320型機9号機（機体記号 : JA09MC）を受領。
  - 6月30日 : エアバス製A320型機10号機（機体記号 : JA20MC[注 6]）を受領。10号機は同社初[注 7] のシャークレット装備機でもある。[18]。
  - 7月9日 : 一部の航空機（JA08MC、JA09MC、JA20MC）において航空コンテナを使用した運航を開始。
  - 8月1日 : 北九州 - グアム線をチャーター便として就航[19]。
  - 8月26日 : 北九州 - グアム線のチャーター運航を終了。
  - 9月17日 : エアバス製のA320型機11号機（機体記号 : JA21MC）を受領。
  - 10月1日 : 大阪/関西 - 福岡線（1日4便）就航[20][21]。
  - 10月3日 : 1号機が同日の羽田発北九州行き83便を最後に退役[22][23]。
  - 11月19日 : エアバス製A320型機12号機（機体記号 : JA22MC）を受領[24]。
- 2014年（平成26年）
  - 1月22日 : エアバス製A320型機13号機（機体記号 : JA23MC）を受領[25]。
  - 2月1日 : 東京/羽田 - 福岡線においてもANAとのコードシェア開始。
  - 2月19日 : 大阪/関西 - 福岡線 （1日4便） 運休[26][27][28]。
  - 3月29日 : 北九州 - 釜山線 （1日2往復） 運休[29][30][31]。
  - 3月30日 : 名古屋/中部 - 福岡線（1日3便）就航[32]。また、同路線でコードシェアも開始[33]。
  - 4月1日 : 経営悪化による責任を取るとして、米原愼一が代表取締役社長を辞任し、後任にANAから招へいした執行役員・松石禎己が就任（松石の社長就任日は6月25日で、それまでは代表取締役常務執行役員・高橋信が社長代行を担当）などの役員人事を実施[34]。
  - 9月25日 : 4号機が同日の羽田発北九州行き77便を最後に退役[35]
  - 10月26日 : 東京/羽田 - 山口宇部線 （1日3便） 就航。また、同路線でコードシェアも開始[36]。同時に、東京/羽田 - 福岡線における東京国際空港（羽田空港）の発着ターミナルを「第1ターミナル 南ウィング」から「第2ターミナル」に移転[37][38]。
- 2016年（平成28年）
  - 12月 : エアバス製のA320型機14号機（機体記号 : JA24MC）を受領[39]。
- 2017年（平成29年）
  - 7月4日 : 夏季限定路線として北九州 - 那覇線（1日2便）就航[40]。
  - 10月29日：東京/羽田 - 福岡線における東京国際空港（羽田空港）の発着ターミナルを「第2ターミナル」から「第1ターミナル南ウイング」に移転。
- 2018年（平成30年）
  - 6月23日 : 国際線に使用するエアバス製のA320型機15号機（機体記号 : JA25MC）を受領[41]。
  - 10月26日 : 国際線に使用するエアバス製のA320型機16号機（機体記号 : JA26MC）を受領。
  - 10月28日 : 4年半ぶりの国際線定期便として北九州 - 台北/桃園線、名古屋/中部 - 台北/桃園線（1日各1往復）就航[42]。
- 2020年（令和2年）
  - 10月25日 : 東京/羽田 - 大阪/関西線並びに東京/羽田 - 山口宇部線における東京国際空港（羽田空港）の発着ターミナルを「第2ターミナル」から「第1ターミナル南ウイング」に移転。[43]
  - 12月25日 : アドバンテッジ パートナーズグループのアドバンテッジアドバイザーズとの間で事業提携契約を締結し[44]、アドバンテッジアドバイザーズが関与する投資事業有限責任組合と既存株主に新株予約権を割り当てた上で、減資及び資本準備金の取り崩しを行うことを発表[45]（2021年3月9日付けで効力発生[46]）。
- 2021年（令和3年）
  - 7月27日 : 4月19日の羽田発北九州行き87便を最後に退役した8号機がアメリカへ離日[47]。
  - 11月8日 : 9月30日の羽田発北九州行き87便を最後に退役した13号機が 女満別経由でアメリカへ離日[48]。
- 2022年（令和4年）
  - 8月26日 : ジャパネットホールディングス（ジャパネットHD）との間で、機内エンターテインメント・物販事業・旅行事業における連携強化等を目的とした資本業務提携を締結したと発表[49]。アドバンテッジアドバイザーズの投資事業有限責任組合が新株予約権を行使して得た株式をジャパネットHDが取得するもので、ジャパネットHDは議決権割合14.26％となってANAホールディングスに次ぐ大株主となる。
- 2023年（令和5年）
  - 6月13日 : エアバス製A320neo型機（機体記号 : JA28MC）を初受領。7月4日就航[50]。
- 2025年（令和7年） 
  - 3月28日 : 2024年10月30日の羽田発北九州行き81便を最後に退役した9号機が香港航空の塗装となり、 香港へ離日[51]。
- 2025年（令和7年）
  - 10月3日(予定) : スターフライヤー初の東北路線として、福岡 - 仙台線に就航予定[52][53]。

## 機材

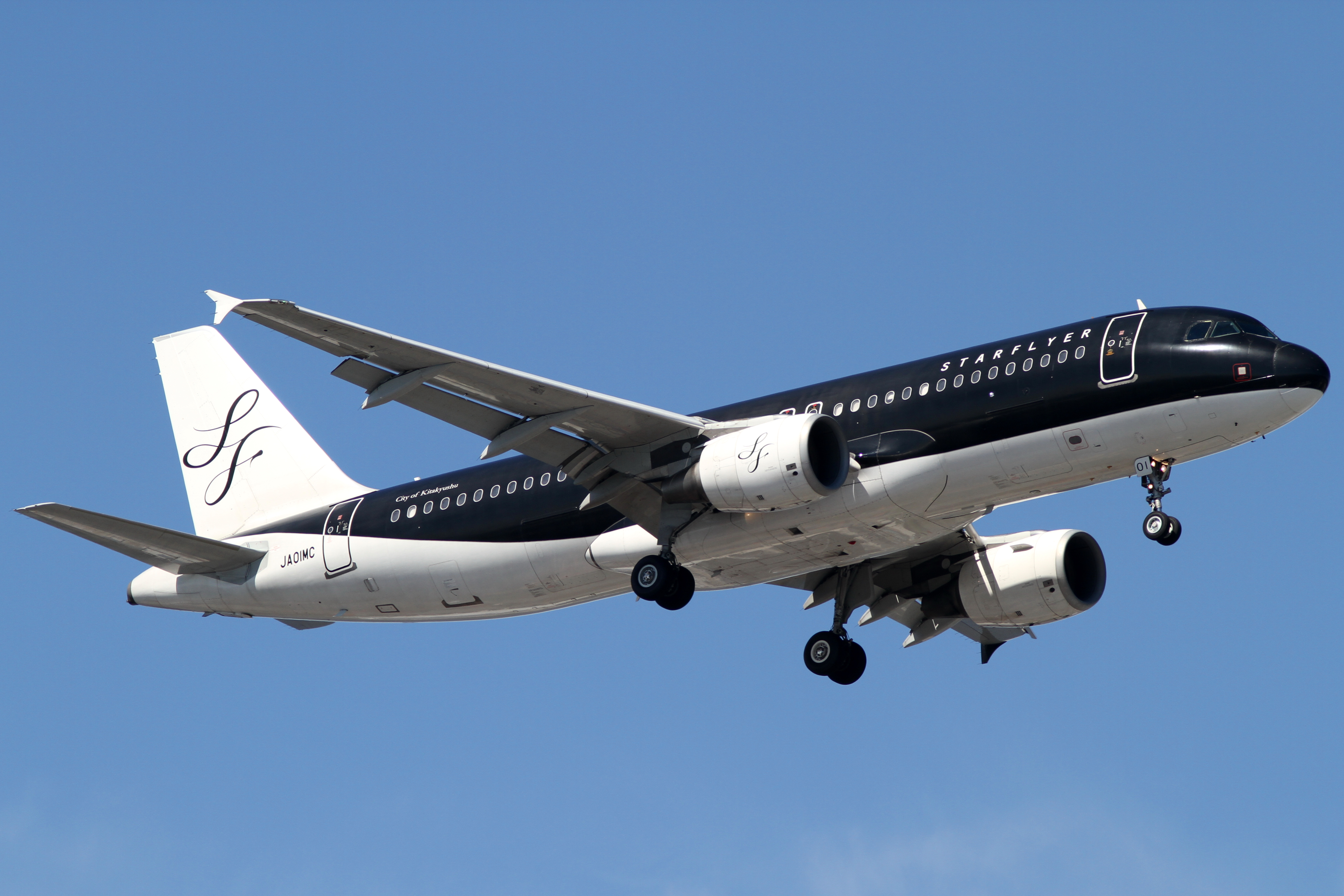
退役(リースバック)した1号機

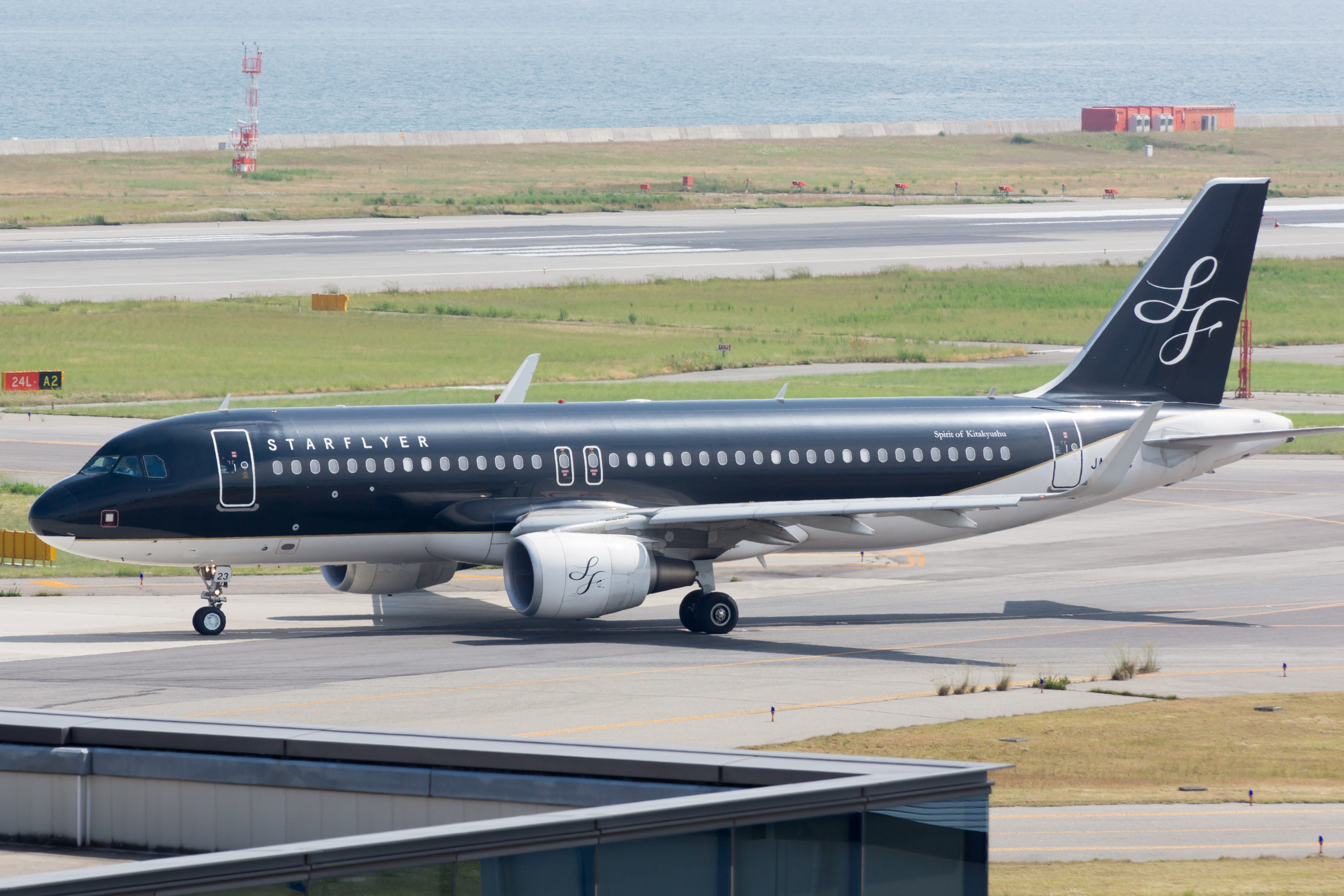
機体に金色の帯と「Spirit of Kitakyushu」の文字が施されたシャークレット装備の13号機

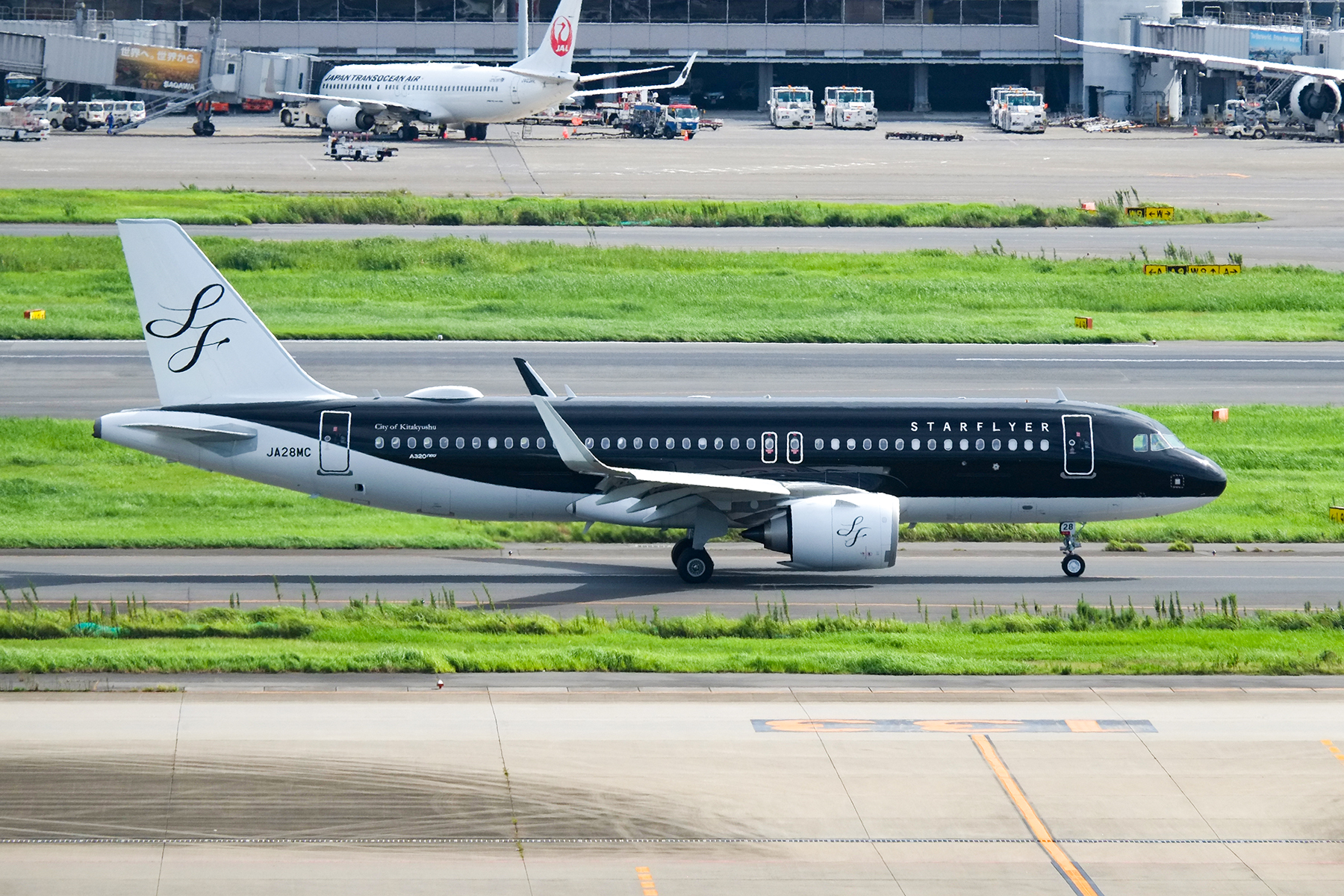
18号機（A320neoの初号機）

2024年現在、エアバス社製A320-214（A320ceo）型機を10機（経年機は順次リースバック）とA320-251N（A320neo）型機を1機の計11機保有していて、
2023年以降、A320ceoのリース期限返却に伴う、新機材A320neo型機を確定6機、オプション4機の合わせて最大10機で契約済み、同年6月から順次入れ替えリース導入、同年7月から羽田発着路線で就航している。
エンジンは全機材、米エンジンメーカーCFMインターナショナル製エンジンを採用している。
内装
エアバスA320（A320ceo）では1クラスメーカー標準164席 を150席 仕様に減じて運航するため、普通席としては比較的シートにゆとりがある（前後間隔は91 - 94cmで、ANA国内線仕様より12 - 15cm拡大）。座席は全席黒の本革張りで、可動式ヘッドレストやフットレスト、個人型液晶モニターと足元に電子機器用電源コンセントなどの装備があり、全席普通席であるにもかかわらず、過去に日本エアシステム（JAS）が設定していたレインボーシートやプレミアムエコノミーに近い装備との評価もある。
2023年から入れ替え導入されているエアバスA320neoは機体全長は変わらずもエアバス社が客室内仕様変更調整した「スペース・フレックス」と日本初導入「AIRSPACE」仕様で座席数が増え（シートピッチは同社ceo比較で前述91 - 94cm> 89cm で数cm狭くなっている）162席仕様となっている。
本革張りシートは顧客に豪奢な印象を与えると同時にモケット張りの座席と比べると清掃が容易なため、国内外のLCCでも多くみられる装備である。液晶モニターはパナソニックアビエーション社製eX2を日本で最初に導入した。さらに5号機以降はパナソニック製の機体エンターテイメント設備であるeX2（ハンドセット付き）とUSB電源が追加された。同等の装備は日本航空のボーイング737-800国際線機材や、全日本空輸のボーイング777-300ERとボーイング767-300ERの一部にも搭載されている。
12号機（機体記号:JA22MC）からはエンターテイメント設備が刷新され（後述）、液晶画面も薄型になったことにより、シートピッチは変わらないもののシート上部が4cm薄くなった。また、搭乗時には座席番号を表示するようになった。
なお国際線用機材としてJA25MCと26MCが用意されているが、専用ではなく12号機以降が使用されている。
この際22MCと24MCが充当されると、ホームページで名古屋＝台北便と北九州から台北便でホットミールが提供される事になっているが、オーブンが無いためコールドミールに変更される。
A320neo型機はインマルサットGX衛星のKaバンドを利用した無料機内Wi-Fi対応となり、シートバックモニターは廃され、各席タブレットホルダーと充電用USBポート（Type-A/Type-C）、AC電源（電源コンセント）を備えていて、ウェブサイトの空席照会の便名に「Wi-Fi」と表記されている。
スターフライヤーA320neo特設ページ
外装
機体の塗色の大半は民間航空機としては珍しい黒色が採用されている。また、主翼のウイングチップあるいはJA20MC以降装備され空力改善により燃費向上したシャークレットと垂直尾翼はポートサイド（左側面）が黒、スターボードサイド（右側面）が白の塗装となっている。このように左右で塗装が違うのも珍しい。また、機体後部には「City Of Kitakyushu」、初の自社購入機である8号機（JA08MC）は「Heart Of Kitakyushu」、13号機（JA23MC）には「Spirit of Kitakyushu」と表記して地元・北九州市への敬意を表している。8号機・13号機には機体の黒と白の塗り分けラインに金色の帯が装飾として施されていた。
| スターフライヤー 運用中機材一覧 | スターフライヤー 運用中機材一覧 | スターフライヤー 運用中機材一覧 | スターフライヤー 運用中機材一覧 | スターフライヤー 運用中機材一覧 | スターフライヤー 運用中機材一覧 | スターフライヤー 運用中機材一覧 |
| 機体型式                        | 機体番号                        | 製造番号                        | 受領年月                        | 旅客定員                        | 運用                            | 備考 |
| ------------------------------- | ------------------------------- | ------------------------------- | ------------------------------- | ------------------------------- | ------------------------------- | --- |
| A320-214                        | JA05MC                          | 4555                            | 2011年02月01日                  | 150                             | 国内                            | |
| A320-214                        | JA07MC                          | 5102                            | 2012年04月23日                  | 150                             | 国内                            | |
| A320-214SL （シャークレット）   | JA20MC                          | 5652                            | 2013年06月27日                  | 150                             | 国内                            | 元「相棒 劇場版Ⅳ」ジェット |
| A320-214SL （シャークレット）   | JA22MC                          | 5862                            | 2013年11月18日                  | 150                             | 国際併用可                      | 新IFE/新シート |
| A320-214SL （シャークレット）   | JA24MC                          | 7414                            | 2016年12月16日                  | 150                             | 国際併用可                      | 新IFE/新シート |
| A320-214SL （シャークレット）   | JA25MC                          | 8334                            | 2018年06月22日                  | 150                             | 国際併用可                      | 新IFE/新シート/スペースフレックス仕様、 ギャレーオーブン装備、主翼上非常口1カ所、自社購入                                                |
| A320-214SL （シャークレット）   | JA26MC                          | 8466                            | 2018年10月31日                  | 150                             | 国際併用可                      | 新IFE/新シート/スペースフレックス仕様、 ギャレーオーブン装備、主翼上非常口1カ所、自社購入                                                |
| A320-214SL （シャークレット）   | JA27MC                          | 8964                            | 2019年10月03日                  | 150                             | 国際併用可                      | 新IFE/新シート/スペースフレックス仕様、 ギャレーオーブン装備、主翼上非常口1カ所、自社購入                                                |
| A320-251N                       | JA28MC                          | 11339                           | 2023年06月13日                  | 162                             | 国際併用可 羽田発着国内線で運用 | 各席デバイスホルダー/USBポート（Type-A/C）/AC電源装備、 日本初エアスペース仕様、ギャレーオーブン装備、 機内Wi-Fi対応、個人用モニター廃止 |
| A320-251N                       | JA29MC                          | 12233                           | 2024年11月06日                  | 162                             | 国際併用可 羽田発着国内線で運用 | 各席デバイスホルダー/USBポート（Type-A/C）/AC電源装備、 日本初エアスペース仕様、ギャレーオーブン装備、 機内Wi-Fi対応、個人用モニター廃止 |

| スターフライヤー 退役機材一覧 | スターフライヤー 退役機材一覧 | スターフライヤー 退役機材一覧 | スターフライヤー 退役機材一覧                                         | スターフライヤー 退役機材一覧 | スターフライヤー 退役機材一覧 | スターフライヤー 退役機材一覧 |
| 機体型式                      | 機体番号                      | 製造番号                      | リース元                                                              | 受領年月                      | 退役年月                      | 備考 |
| ----------------------------- | ----------------------------- | ----------------------------- | --------------------------------------------------------------------- | ----------------------------- | ----------------------------- | --- |
| A320-214                      | JA01MC                        | 2620                          | GEキャピタル・アビエーション・サービス                                | 2005年12月15日                | 2013年10月11日                | スターフライヤーの初号機 ブエリング航空（2014年2月-2023年11月） 2023年11月からエアロKで運航 |
| A320-214                      | JA02MC                        | 2658                          | GEキャピタル・アビエーション・サービス                                | 2006年01月29日                | 2014年02月14日                | 2014年5月からブエリング航空で運航 |
| A320-214                      | JA03MC                        | 2695                          | GEキャピタル・アビエーション・サービス                                | 2006年03月01日                | 2013年12月12日                | 2014年2月からフロンティア航空で運航 |
| A320-214                      | JA04MC                        | 3025                          | ルフトハンザ・テクニック                                              | 2007年02月15日                | 2014年10月01日                | ブエリング航空（2015年2月-2016年5月） フライナス（2016年5月-10月）で運航 |
| A320-214                      | JA06MC                        | 4720                          | Macquarie AirFinance                                                  | 2011年06月01日                | 2023年8月？                   | 2023年8月19日 関西空港経由で離日 2024年5月からインディゴで運航 |
| A320-214                      | JA08MC                        | 5393                          | 三井住友ファイナンス&リース NECキャピタルソリューション、リコーリース | 2012年12月11日                | 2021年07月29日                | 初の自社購入、2014年5月28日リースバック、ETOPS 「Heart of Kitakyushu」、金帯 元「シン・ゴジラ」ジェット 2021年7月27日航続距離を考慮して、女満別経由で離日、 同社機が退役後初めて女満別へ寄港した。 |
| A320-214                      | JA09MC                        | 5512                          | 全日空商事スターチスリーシング                                        | 2013年03月21日                | 2025年04月03日                | ETOPS 2025年2月頃、移籍先の香港航空の塗装でテストフライトを実施、 同年3月28日香港へ離日 |
| A320-214SL                    | JA21MC                        | 5773                          |                                                                       | 2013年09月17日                | 2025年05月20日                | |
| A320-214SL                    | JA23MC                        | 5931                          | JA三井リース NECキャピタルソリューション                              | 2014年01月21日                | 2021年11月11日                | 新IFE/新シート、国際線就航可能機材 「Spirit of Kitakyushu」、金帯 2021年11月8日、JA08MC同様女満別経由で離日                                                                                        |

## 運航路線
SFJ95便（東京/羽田発北九州行き）、SFJ70便（北九州発東京/羽田行き）の2便以外は、スターフライヤーの機材・乗務員で運航する全日本空輸（ANA）との共同運航便。

### 国内線
- 東京/羽田 - 大阪/関西、山口宇部、北九州、福岡
- 名古屋/中部 - 福岡
- 北九州 - 那覇（季節便[40]）
- 福岡 - 仙台　(2025年10月3日より開設予定)

### 国際線
国際線は新型コロナウイルスの影響で、2025年10月25日までの全便運休が決まっている。
- 台北/桃園 - 名古屋/中部、北九州

### チャーター実績・予定
- 2008年9月 : 北九州 - ソウル/仁川（韓国）[72][73]
- 2009年 秋 : 北九州 - 香港
- 2011年2月9日 : 東京/羽田 - ソウル/仁川（スターフライヤーとして東京発着の初のチャーター便）[74]
- 2011年2月11日 : 大阪/関西 - ソウル/仁川（スターフライヤーとして関西発着の初のチャーター便）[74]
- 2013年3月1日、3月3日: 宮崎 - 釜山（宮崎空港への初寄港）[75]
- 2013年3月28日、3月30日: 山口宇部 - ソウル/仁川（山口宇部空港への初寄港）[75]
- 2013年8月1日 - 26日 : 北九州 - グアム
- 2018年2月11日- 3月 1日 : 北九州 - 務安 （韓国）
- 2016年5月 : 北九州 - 台北/桃園[76]
- 2017年12月30日 - 2018年1月3日 : 名古屋/中部 - 台北/桃園[77]
- 2017年12月・2018年2月 : 北九州 - マカオ[42]
- 2022年8月 ：北九州 - 福島
- 2023年1月 : 北九州 - 台北/桃園
- 2023年7月19日 - 2024年3月31日 : 北九州 - 務安

### 運航していた路線
- 大阪/関西 - 福岡（2013年10月1日 - 2014年2月19日）
- 北九州 - 釜山（2012年7月12日 - 2014年3月29日）

### 新規路線構想

#### 国際線
公式ホームページの会社概要の「コンセプト」項目で、「将来的には北九州空港から上海・杭州・ソウルなど近距離国際線や国内主要都市も視野へ入れ」と触れられており、北九州空港をハブに路線を拡大する構想を表している。2012年1月時点では、運航中の北九州 - 釜山線以外にチャーター便による実績を上げて定期便就航する予定である。なお、国際線就航に伴い同社の国際線航空券発券業務を日本国内は全日本空輸系列のインフィニ、国外では全日本空輸、キャセイ・パシフィック航空、チャイナエアライン、フィリピン航空、ロイヤル・ブルネイ航空、マレーシア航空、シンガポール航空、ガルーダ・インドネシア航空などアジア主要な航空会社が共同で開発設置したアバカスが予約管理システムとして独占計画販売を締結。2008年3月28日に発表された2008年度事業計画 では、2008年度からの5年間の中期経営計画として韓国・中国・台湾・香港・マカオなど東アジアへの近距離ビジネス路線の展開も盛り込まれていたが、経営難もあって実現することはなかった。一方、2015年5月1日に発表した新中期経営戦略では、2017年からの成長戦略において現行機材を活用した深夜早朝帯のチャーター便を積極的に計画し、状況に応じて国際定期便を再開させることも視野に入れている。
2017年10月31日に開催された取締役会で国際線再参入を決議し、2018年冬スケジュールから北九州・福岡・名古屋/中部 - 台北/桃園線の3路線を開設することを発表 していたが、2018年7月20日に福岡空港の発着枠の獲得調整が非常に困難な状況で2018年冬季ダイヤにおいて当初予定のうち福岡 - 台北（台湾桃園）路線の就航を断念することを発表。

## 特徴

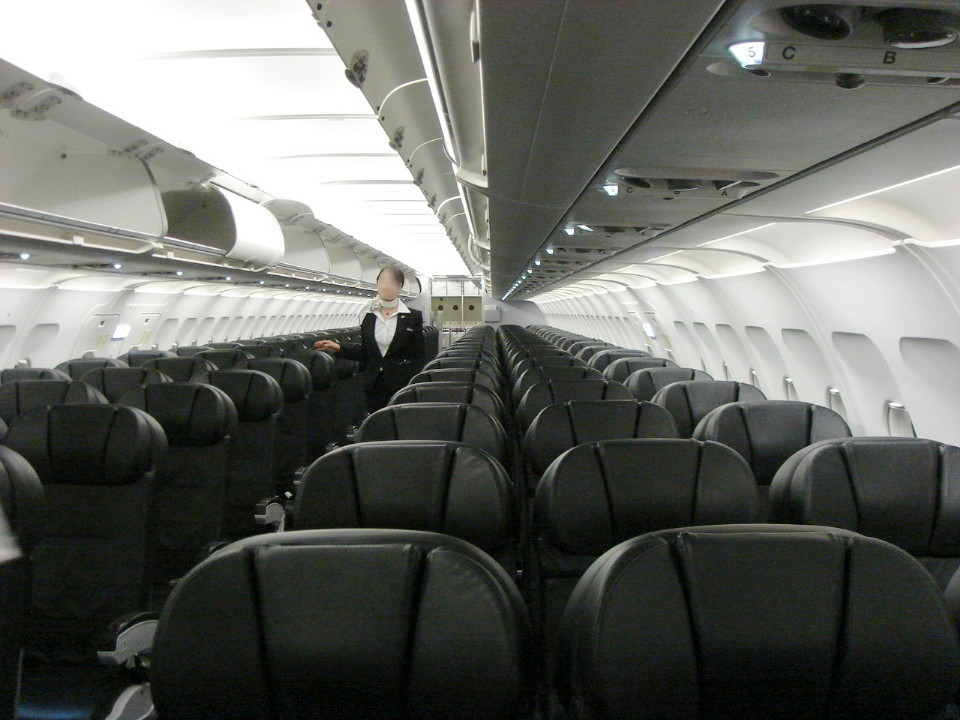
スターフライヤー エアバスA320-200型機の内装

デザイナーの松井龍哉（フラワー・ロボティクス）監修によるトータルデザインでは、「瞬時に認知できる」コーポレートカラーとして黒を選択。受付カウンターや自動チェックイン機・運航機材のみならず、チケットや封筒などのオフィスツールから広告・Webサイトまで一貫して黒と白によるコーディネートが行われている。このトータルデザインは、2006年度のグッドデザイン賞を受賞している。
東京国際空港では、第1ターミナルビル南ウィング（かつて日本エアシステムが使用していた搭乗ゲート）を使用する。第1ターミナルの搭乗ゲートは、出入口から最も遠い位置にある1番か2番、またはランプバスを使用して移動するオープン（ターミナルから離れた）スポットが多い。なお、関西線・山口宇部線は2020年10月24日までは第2ターミナルビルのANAカウンターにて搭乗手続きを行っていた。このため、機材繰りによっては、第1ターミナルの1番スポットに到着した後にスターボード側にタラップを付け、バスで第2ターミナルに向かう（例；山口宇部→羽田のSFJ16便）ケースがあった。
その他の空港では、北九州空港のみ自社カウンターにて、中部国際空港・関西国際空港・山口宇部空港・福岡空港・那覇空港ではANAカウンターにて搭乗手続きを行う。
客室乗務員の制服は女性についても当初はパンツスタイルを採用していた が、2016年12月に10周年を記念して、制服リニューアルを行い、新たにワンピース等も導入された（パンツも併存）。
5号機新規導入に伴い、2007年12月から機内インターネットサービスを導入する予定だったが、5号機の導入予定を延期したため見送られた。5号機は2011年に受領したがインターネットサービスは行われず、2023年にA320neoを受領した後の7月よりA320neo機材においてサービスを開始した。また、2009年春を目処に、機内での携帯電話の使用を可能とするサービスを開始したいと表明したが、これも2013年7月時点では開始されていない。なお、機内での携帯電話が使用可能となるのは、導入するエアバスA320の最新型が、翼などを制御するフライ・バイ・ワイヤのパーツとして銅線ではなく光ファイバーを用いるため、計器に与える影響が少ないことによる。

## ボーディング・ミュージック
離陸前・着陸後の機内BGM（ボーディングミュージック）にはPax Japonica Grooveを起用している。採用曲は以下の通り。
- 『Floating colours』（アルバム『knock!Back!Rock!』収録、2015年9月まで）[83]
- 『Serenity』（書きおろし、2015年10月 - 2016年12月）
- 『Asterism』（2016年12月 - 2020年3月）[84]
- 『Breakthrough The Sky』（2020年4月 - ）[85]

## サービス

### 搭乗手続き

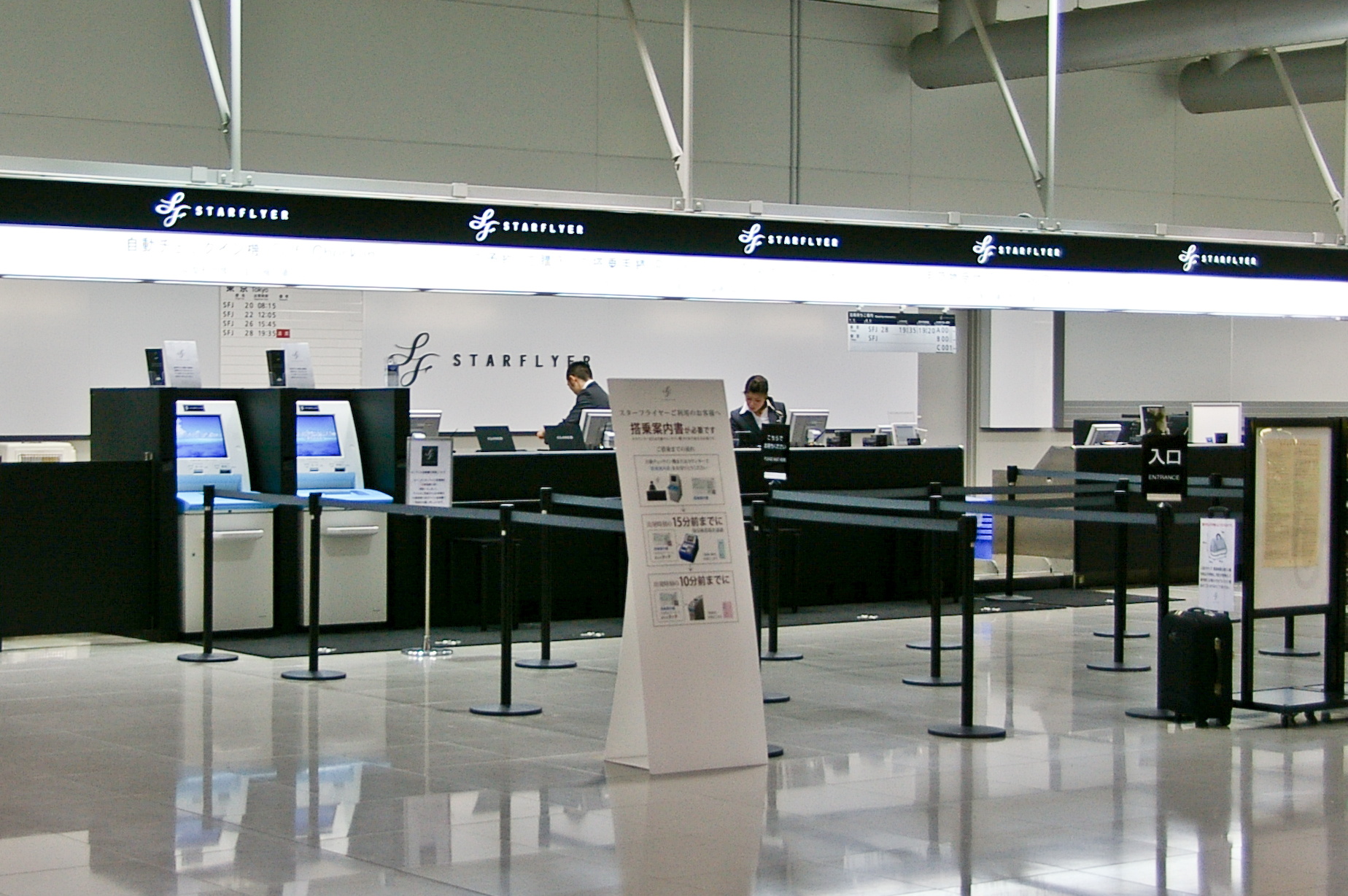
関西国際空港チェックインカウンター

予約発券等のCRSシステムは、AIRDOやソラシドエアなどと同様に業務提携している全日本空輸のable-Dを用いており、大半の係員操作端末や自動チェックイン機（SCM）・航空券自動販売機（ATV）は過去に全日本空輸で用いられていた機種を流用している。その関係で、スターフライヤー利用者でも機種によっては発券される航空券が「全日空航空券」と印字される場合があったが、現在では「スターフライヤー航空券」(左上にSFJと印字)表記で発券されるようになった。一方SCM・ATVで発行されるレシートは全日本空輸で、ANAロゴの下に「(STAR FLYER)」と印字され発行される。全日本空輸とのコードシェア便も含めてSKiPサービスの利用はできなかったが2007年12月下旬から取扱を開始した。SCMの外観は全日本空輸と同一であるが、ATVは全面ブラックに塗装されている。

### 機内サービス
エンターテインメントサービス用のヘッドホンは座席ポケットに入っておらず、搭乗時に客室乗務員が配布している。当初より全機材（機内Wi-Fiを提供するA320neoを除く）に個人型液晶モニターを備えており、表示される飛行位置表示システムの地図は、中規模の都市名も日本語・英語表示されるほど細かい。
エンターテインメントプログラムは月替わりで、ビデオサービスでは当初NHKニュースや映画等の他『日本!食紀行』→『日本のチカラ』（民間放送教育協会）や福岡民放局のオリジナル番組など12チャンネルを視聴することが出来たが、2023年3月からは映画及び子供向けチャンネルを除きジャパネット傘下のBS10の番組（『パネルクイズ アタック25 Next』など）に差し替えられている。一方、オーディオサービスでは『CCROSS FM Playback Best Hits』（CROSS FM、ナビゲーター:立山律子）、『LOVE FM NUMBER SHOT』（ラブエフエム国際放送）といった、福岡のラジオ局によるオリジナルプログラムなど8チャネルが配信されていたが、2023年8月をもってオーディオサービスを終了している。
ビデオサービスは11号機以前の「TypeI」と12号機以降導入の「TypeII」があり、TypeIではビデオのループ再生だったものが、TypeIIではビデオ・オン・デマンド機能が取り入れられ、好きなタイミングで好きなところから閲覧出来るようになった。また、TypeIIでは読売新聞電子版（日本語・英語）をはじめとして複数の電子書籍を閲覧することが出来る。
機内誌として『Mother Comet』を制作していた（当初隔月更新・A4判、2016年4月より毎月更新・B5判）。なお、TypeIIでは機内誌も電子書籍化されており、紙媒体での配布はない。また、北九州市発行の情報誌『雲のうえ』（季刊）を希望者に配布している。2023年3月からは前述のジャパネットHDとの提携に伴い、『Mother Comet』に代わる新機内誌として『S magazine・J catalog』（隔月刊）を導入したものの、2024年3・4月号を最後に発行を休止しており、以後は機内誌を発行していない。
機内ではドリンクサービスを実施している。2018年3月時点ではオニオンスープ(東京/羽田、名古屋/中部、那覇到着便)、ミネストローネ(東京/羽田、名古屋/中部、那覇出発便)、タリーズコーヒーとチョコレート「カレ・ド・ショコラ」、アップルジュース「希望の雫」、「福岡の八女茶」冷茶、温茶、ミネラルウォーター「ゆふの黒」の他、期間・数量限定でマンゴージュース「Juicy トロピカルマンゴー」を提供している。2006年9月30日までは、18時以降の出発便でビール（キリン一番搾り、新日鉄八幡製鐵所の鋼材で作った缶とアナウンスしている）も提供されていたが、本社のある福岡県内で発生した福岡海の中道大橋飲酒運転事故を受け、飲酒運転防止のために提供が中止された。なお、2007年9月14日から同年10月31日まで、東京/羽田 - 大阪/関西線の17時以降の出発便に限り、ビール（サントリー ザ・プレミアム・モルツ）の提供を再開していた。2018年2月8日から5月7日までの北九州‐那覇線限定でヘリオス酒造の「星空のポーター」と「青い空と海のビール」(おつまみとしてもち吉「絶品チーズ煎餅」が付く)を有料で提供している。
東京/羽田‐北九州線・福岡線・山口宇部線、北九州‐那覇線では「STARFLYER★CAFÉ」と称し、機内で軽食を販売している。2018年3月時点のメニューは玄米とポルチーニ茸のクリームリゾット、八女玉露チョコサンド付き(いずれも機内販売で持ち帰り用の購入可能。なお、機内販売は全ての路線で実施)。
国際線においては3か月ごとに変更されるメニューで、全て無料でホットミール（台北からの北九州便と前述の機材充当時はコールドミール）のメインディッシュとデザート(日本発、台湾発とも現地の菓子）とミネラルウォーターが提供される。ミール提供時と回収時にビール（キリン一番搾りかアサヒスーパードライ）と国内線と同様のタリーズコーヒー、アップルジュース、冷茶、温茶、ミネラルウォーターのドリンクサービスがある。また機内販売については国内線と同様である。
また、着陸時の気圧変化で耳が痛くなった乗客の症状緩和のために着陸後に飴を配布するサービスも行っている。

### 機内安全ビデオ
日本の航空会社では珍しく、離陸前に放映される機内安全ビデオを凝ったものにしている。
- 2011年1月 - 2014年8月：忍者の動きで機内の安全設備を紹介するアニメーション「スターフライヤー忍者」[94]（キャラクター製作はハットトリックスシリーズで知られるあべたみお[95]）
- 2014年9月 - 2017年12月：ジャズラウンジ（のセット）にスターフライヤーの機体の座席と同じものを持ち込んで作成された「STARFLYER JAZZ Lounge」[96][97]
- 2017年12月 - ：スターフライヤーの機体を模したロボット「スターフライヤーマン」が注意事項を説明する「I am STARFLYER MAN」[98]（映像制作はヴィジュアルデザインスタジオのWOW inc.[99]）

### 早朝・深夜運航
2014年7月現在、通年運航されるダイヤの日本の国内線旅客便では、最も早く運航を開始し、最も遅く運航を終了する航空会社である。北九州5:30発→羽田7:00着の早朝第1便、羽田22:55発→北九州0:30着の最終便（いずれも2014年7月時点）など、日本では異例の深夜早朝便を設定し、他社との差別化を図っている。
2006年11月から当時の羽田発の早朝第1便、北九州発の最終便を運休した。これにより1日12往復から11往復となった。これは、早朝深夜便の搭乗率が約30%（羽田発の早朝便、羽田着の最終便では1割台）と低迷していたためである（2006年6月分）。低迷の理由として、公共交通機関によるアクセスが少ない北九州側は自家用車（マイカー）の利用が多いが、逆に自家用車でのアクセス利用が少ない東京側では、接続する公共交通機関が無いことが挙げられる。
たとえば、北九州23:15発の上り最終92便(当時)が0:45に到着した時点では、東京国際空港からの鉄道（東京モノレール、京急線）やリムジンバスの運行が終了しており、一般タクシーや自家用車以外には、予約制の乗合タクシーしか利用可能な交通手段が存在しない。

### 空港アクセス
深夜・早朝に北九州空港を発着する便（SFJ70便、SFJ93便、SFJ95便）では空港まで・空港からの公共交通手段が小倉駅（エアポートバス）もしくは福岡市内向け（福北リムジンバス）に限られるため、北九州市内各地との間で定額運賃の乗合タクシーが運行されている。電話またはWebサイトから事前の予約が必要となる。

### マイレージサービス
独自のマイレージサービスとして2006年（平成18年）10月から「STARLINK MEMBERS」を提供している。2018年（平成30年）時点の会員数は約40万人で、年齢層は30歳から50歳代が全体の約7割、男女比は男性が63パーセント、女性が37パーセントとなっている。
1年間の搭乗回数に応じて3段階の会員ステータスがあり、年間9回以下は一般会員、10回以上はALTAIR（アルタイル）、30回以上はVEGA（ベガ）となる。ALTAIRでは搭乗マイル積算率の増加、クーポン利用、優先搭乗、手荷物優待といったサービスが提供され、VEGAではこれらに加えて空港ラウンジ利用、チャット利用、レンタルサービスのサービスを受けることができる。
従来はカードタイプの会員証を発行していたが、2018年（平成30年）9月のサービス刷新に伴いスマートフォン用のアプリに移行した。

### FLY WITH PET!
2021年10月に客室同伴「機内ペット同伴サービス（仮称）」の検証フライトを実施し、以降も検証フライト実施した。
2022年3月27日から正式に機内ペット同伴サービス「FLY WITH PET！」として羽田=北九州線の特定便、各便1組、小型の犬及び猫（スターフライヤー専用ケージサイズ：50cmX40cmX40cm使用）限定で機内持ち込み、客室最後尾、飼い主隣席利用で運航中ケージシートベルト固定、飛行中ケージから出さないなど航空法に則った条件で1回5万円（ケージ使用、座席確保及び使用後消臭、清掃、消毒費用込み）の料金で利用可能とした。
2022年10月30日以降の冬ダイヤからは羽田=北九州線全便、引き受け可能数を各便2組までサービス対象を拡大している。
2024年1月15日からは対象路線を国内全路線に拡大した。
なお、国土交通省からの指針に従う形で緊急時におけるペットの持ち出しは禁止としている。

## 運賃
予約変更が可能な大人普通運賃・小児運賃・往復運賃の他に、以下の割引運賃等がある。
STAR1A/B・STAR3A/B/C・STAR7A/B/C・そら旅21・そら旅28・そら旅45・そら旅55・そら旅75
搭乗日・座席数を限定して発売される割引運賃。予約期間はそれぞれ前日、3日前、7日前、21日前、28日前、45日前、55日前、75日前まで。予約変更は不可。
スターユース
満12歳以上26歳未満が利用できる。
スターシニア
満65歳以上が利用できる。2006年11月1日から導入した。
障がい者割引運賃(身体・療育・精神・戦傷病者各手帳所持者対象）
対象者本人と一部の介護者が利用できる。
介護割引運賃
家族介護の移動の際に利用できる。
株主優待割引運賃
株主に配布している株主優待割引券の所有者が利用できる。
Fly JAPAN Value Fare
訪日外国人旅行客のみ利用できる。

### 廃止された運賃
STAR LIMITED
搭乗日、座席数を限定して発売された最安運賃。2008年3月まで東京/羽田 - 大阪/関西線には設定が無かった。予約期間は搭乗日の約2か月前に10日間ほど設定された。
STAR14・STAR28・STAR45・STAR55
予約期間を変更し、そら旅21・そら旅28・そら旅45・そら旅60・そら旅80に移行
スター学割
学生割引運賃。2006年11月1日導入。対象年齢を拡大しスターユースに移行。
シャトル往復運賃
2008年4月1日から2011年3月24日まで東京/羽田 - 大阪/関西線に設定されていた運賃。スターフライヤーと全日本空輸、日本航空のいずれかの便を利用して東京（羽田、成田） - 大阪（関西、伊丹、神戸）を7日以内に往復する場合に、往路搭乗日の35日前から搭乗当日の20分前まで予約・購入が可能だった。予約変更は全日本空輸・日本航空便も含めて有効期間内なら可能であった。また、全日本空輸の「シャトル往復運賃」、日本航空の「シャトル往復割引」を利用してスターフライヤー運航便に搭乗することも可能であった。
国際線乗継割引運賃
指定の空路もしくは海路から入国（出国）し、72時間以内にスターフライヤーに（から）乗継ぐ場合に適用される。空港のチェックインカウンターで国際線の利用を証明する書類を提示する必要がある。座席数を限定して発売されていた。2008年10月31日をもって設定終了。
スターQ割
東京/羽田 - 北九州・福岡・山口宇部線の地元割引運賃。福岡県・山口県・大分県・佐賀県・熊本県に居住または本籍を有する人、5県に2親等以内の親族が在住している人、勤務地の所在地が5県内にある人のいずれかに該当する場合に「スターQ割会員カード」を作成でき、同カード会員本人が利用できる。予約期間・座席数の制限はなく当日まで予約でき、予約変更も可能。マイル積算率は100%。2023年3月25日（土）搭乗分で終了。

### 期間限定の割引運賃
関西空港就航記念運賃・関西空港就航記念運賃II
2007年9月から2008年3月まで東京/羽田 - 大阪/関西線に設定されていた最安運賃。予約期間は搭乗日の2か月前から搭乗前日まで。10月搭乗分以降は座席数が、2008年1月搭乗分以降は設定便と座席数が限定されていた。運賃は2007年9月は片道7,900円、同年10月以降は片道8,900円、2008年2月以降は片道8,900円 - 9,900円、同年3月14日以降は片道9,900 - 10,900円であった。宣伝などで「片道○○○○円、という非常識」というキャッチコピーを用いていた。

## トラブル
技能証明等不携帯事案
2007年10月4日に、外国人機長（パイロット）が操縦時に航空法で携行を義務づけられている航空従事者技能証明書類一式を自宅に置き忘れ不携行のまま大阪/関西→東京/羽田 SFJ20便に乗務・操縦し、折返しの東京/羽田→大阪/関西 SFJ21便乗務の際に羽田で国土交通省職員に提示を求められて不携行が発覚した。この結果、代替スタンバイ要員の手配がつかなかった同便と折返しのSFJ22便（大阪/関西→東京/羽田）を欠航し、他社便への振替輸送となった。この機長は前日の10月3日に自宅から出勤後、同日4便を同じく不携行のまま操縦・運航していたことが報道された。また、同社広報は個人情報保護を理由に、この機長の国籍や年齢などについては答えられないとしている。
福島第一原発事故に伴う運航乗務員の欠員による欠航
2011年3月11日に発生した東北地方太平洋沖地震（東日本大震災）・福島第一原子力発電所事故による各国の渡航自粛勧告により必要な運航乗務員が確保できないことを理由とし、2011年4月に運休便が発生している。
無許可離陸
2013年8月、北九州空港で管制官が離陸をやめるよう指示したが、スターフライヤー機側が無線の指示内容を正確に理解できなかったため、結果として管制官の許可なく離陸することになった。

## エピソード
- 2006 ワールド・ベースボール・クラシック優勝メンバーで、福岡ソフトバンクホークス所属であった監督（当時）の王貞治と選手の川﨑宗則が福岡へ戻る際、帰国便到着後成田から羽田に移動し、同日の最終便に搭乗した。翌朝の福岡Yahoo!JAPANドームで行われたホークスの練習に顔を出した際、王は「こういうときは便利」と取材の報道陣に対し発言した。
- 2007年10月9日から20日にかけて、シブヤ西武のメンズファッションフロアで、期間限定のスターフライヤーコラボレーションキャンペーンを実施した。特設ショップで機内座席などの展示があり着席体験ができたほか、スターフライヤーの黒と白のモノトーンをテーマとしたオリジナルブランド「NOIR」商品や、エルゴポックのバッグ、ジョゼフオムのレザージャケット・パンツなど独自のコラボ商品を販売した。

## テレビ番組
- 日経スペシャル ガイアの夜明け 大空の革新者たち ～航空ベンチャーに勝算あり～（2006年3月21日、テレビ東京）[112]。- スターフライヤーのテイクオフまでを取材。

## 広告宣伝

### 映画コラボレーション
- 2016年7月10日、同月29日から公開される映画『シン・ゴジラ』とコラボレーションしたデカール機「シン・ゴジラジェット」（登録番号JA08MC）を北九州空港の格納庫で公開した。2017年3月に同機は通常塗装に戻され期間中、同社機内販売物品でもコラボグッズが販売された[113]。
- 2017年2月4日、同月11日から公開される映画『相棒-劇場版IV-』とコラボレーションしたデカール機「相棒-劇場版IV-ジェット」（登録番号JA20MC）を北九州空港の格納庫で公開した。作品の約8割が北九州でロケで撮影され、映画を制作する東映からスターフライヤーとタイアップしたいとの申し入れがあり、デカール機が実現した[114]。

### スポンサー番組
- 2007年4月15日以降、文化放送で毎週日曜21時台前半に放送される『TOKYO UBERSEXUAL LIFEシリーズ』の番組スポンサーを担当している。ただし、ナイターシーズン中の『文化放送ホームランナイター』の放送時間延長や日本シリーズなどのスポーツ中継が入ると番組が休止となり、文化放送の平日昼以降のワイド番組へスポットセールスで振り替えされる場合がある。
- 2007年8月から、CROSS FMのレギュラー番組『STARFLYER Presents Groovin' Jazz Trippin'』の番組スポンサーを担当（番組終了）、2008年4月以降、Inter FMとLOVE FM（ともに外国語FM局）のレギュラー番組『STARFLYER Groovin' Aviator』の番組スポンサーを担当（現在終了）。

### スポーツ関連
2007年から、ギラヴァンツ北九州（当時Kyuリーグ、現Jリーグ）のスポンサーとなっている。かつてはJリーグアビスパ福岡やセレッソ大阪のオフィシャルスポンサーとなっていた。
また、プロ野球福岡ソフトバンクホークスのオフィシャルスポンサーとなっており、2015年9月24日には「～羽田深夜発チャーター便で行く～ ホークスプレミアムツアーinヤフオクドーム3日間」と題し、ホークスのロゴが入ったオリジナル搭乗証明書のプレゼントやホークスの選手による機内放送を行うチャーター便を羽田 - 北九州線で運航した。
その他バスケットボールB.LEAGUEのライジングゼファーフクオカのオフィシャルスポンサーとなり、ライジングの関東、東北方面への遠征時に利用されている。
2017年以降、大相撲の北九州巡業に賞賛しているほか、同年から福岡県出身の幕内力士である松鳳山裕也と琴奨菊和弘に懸賞を掛けており、2019年1月11日には松鳳山にスターフライヤーの尾翼をデザインした化粧まわしを贈呈した。